# VK Sparta Ertvelde
VK Sparta Ertvelde was een voetbalclub uit Ertvelde. De club sloot in juni 1974 aan bij de KBVB met stamnummer 8118.
In juli 1990 fuseerde de club met dorpsgenoot KV Ertvelde Rieme en nam de naam KV Sparta Ertvelde Rieme aan. Het eigen stamnummer ging bij deze fusie verloren.

## Geschiedenis
In april 1974 werd VK Sparta Ertvelde opgericht. Drie jaar eerder waren KAS Rieme en SK Ertvelde samengegaan tot KV Ertvelde-Rieme waarmee men in 1990 zou fuseren.
VK Sparta Ertvelde speelde nagenoeg zijn hele geschiedenis in Vierde Provinciale. In 1989 eindigden de geel-zwarten als tweede en promoveerden naar Derde Provinciale. 
Dat werd geen succes, men eindigde als laatste en na het seizoen besloot de club te fusioneren met dorpsgenoot KV Ertvelde-Rieme. Men nam het stamnummer van deze laatste club over (435) en diende het eigen stamnummer (8118) in bij de KBVB.